# Mahle Eco Rally

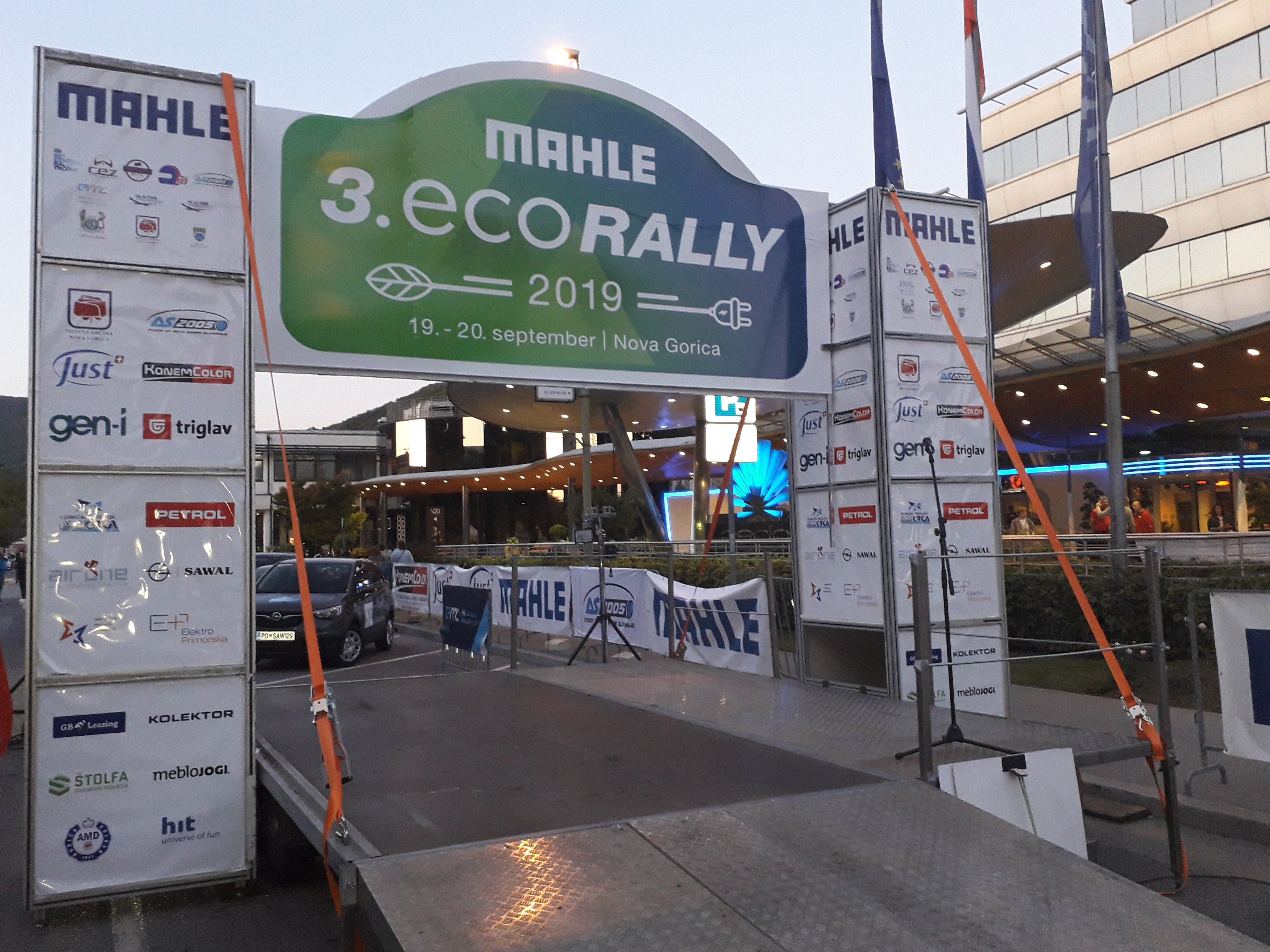
La partenza dell'edizione 2019

Il Mahle Eco Rally  è una competizione automobilistica con base a Nova Gorica riservata a veicoli elettrici e inserita dal 2019 nel calendario della FIA E-Rally Regularity Cup. Lo sponsor è l'azienda tedesca Mahle.

## Albo d'oro
| Edizione | 1º posto                                              | 2º posto                                                        | 3º posto                                                              |                               |
| -------- | ----------------------------------------------------- | --------------------------------------------------------------- | --------------------------------------------------------------------- | ----------------------------- |
| 2019     | Fuzzy Kofler (pilota) Franco Gaioni (co-pilota)       | Didier Malga (pilota) Anne-Valérie Bonnel (co-pilota)           | Guido Guerrini (pilota) Emanuele Calchetti (co-pilota)                |                               |
| 2019     | Audi e-tron                                           | Tesla Model 3                                                   | Audi e-tron                                                           |                               |
| 2020     | Gara annullata causa Covid-19                         | Gara annullata causa Covid-19                                   | Gara annullata causa Covid-19                                         | Gara annullata causa Covid-19 |
| 2021     | Eneko Conde Pujana (pilota) Loren Serrano (co-pilota) | Michal Žďárský (pilota) Jakub Nábělek (co-pilota)               | Carlos Sergnese Mastelli (pilota) Lukas Sergnese Bermúdez (co-pilota) |                               |
| 2021     | Kia eNiro                                             | Škoda Citigo                                                    | Volkswagen eGolf                                                      |                               |
| 2022     | Guido Guerrini (pilota) Artur Prusak (co-pilota)      | Eneko Conde Pujana (pilota) Lukas Sergnese Bermúdez (co-pilota) | Carlos Sergnese Mastelli (pilota) Laura Bermúdez (co-pilota)          |                               |
| 2022     | Kia eNiro                                             | Kia eSoul                                                       | MG ZS                                                                 |                               |
| 2023     | Franko Špacapan (pilota) Sebastajan Kobal (co-pilota) | Eneko Conde Pujana (pilota) Lukas Sergnese Bermúdez (co-pilota) | Aljoša Makarovič (pilota) Tadej Špacapan (co-pilota)                  |                               |
| 2023     | Kia eNiro                                             | Kia eNiro                                                       | Renault Zoe                                                           |                               |
| 2024     | Franko Špacapan (pilota) Sebastjan Kobal (co-pilota)  | Kalin Dedikov (pilota) Georgi Pavlov (co-pilota)                | Guido Guerrini (pilota) Artur Prusak (co-pilota)                      |                               |
| 2024     | Renault Zoe                                           | Kia eNiro                                                       | Kia eNiro                                                             |                               |
| 2025     | Michal Žďárský (pilota) Jakub Nábělek (co-pilota)     | Franko Špacapan (pilota) Sebastjan Kobal (co-pilota)            | Guido Guerrini (pilota) Artur Prusak (co-pilota)                      |                               |
| 2025     | Hyundai Kona                                          | Hyundai Kona                                                    | Kia eNiro                                                             |                               |